# Список астероїдів (22201—22300)
| Назва                                   | Тимчасове позначення | Дата відкриття    | Місце відкриття                | Відкривач                                              |
| --------------------------------------- | -------------------- | ----------------- | ------------------------------ | ------------------------------------------------------ |
| (22201) 4584 P-L                        | 4584 P-L             | 24 вересня 1960   | Паломарська обсерваторія       | К. Й. ван Гаутен, І. ван Гаутен-Ґроневельд, Т. Герельс |
| (22202) 4715 P-L                        | 4715 P-L             | 24 вересня 1960   | Паломарська обсерваторія       | К. Й. ван Гаутен, І. ван Гаутен-Ґроневельд, Т. Герельс |
| 22203 Prothoenor                        | 6020 P-L             | 24 вересня 1960   | Паломарська обсерваторія       | К. Й. ван Гаутен, І. ван Гаутен-Ґроневельд, Т. Герельс |
| (22204) 6121 P-L                        | 6121 P-L             | 24 вересня 1960   | Паломарська обсерваторія       | К. Й. ван Гаутен, І. ван Гаутен-Ґроневельд, Т. Герельс |
| (22205) 6703 P-L                        | 6703 P-L             | 24 вересня 1960   | Паломарська обсерваторія       | К. Й. ван Гаутен, І. ван Гаутен-Ґроневельд, Т. Герельс |
| (22206) 6735 P-L                        | 6735 P-L             | 24 вересня 1960   | Паломарська обсерваторія       | К. Й. ван Гаутен, І. ван Гаутен-Ґроневельд, Т. Герельс |
| (22207) 7081 P-L                        | 7081 P-L             | 17 жовтня 1960    | Паломарська обсерваторія       | К. Й. ван Гаутен, І. ван Гаутен-Ґроневельд, Т. Герельс |
| (22208) 7605 P-L                        | 7605 P-L             | 17 жовтня 1960    | Паломарська обсерваторія       | К. Й. ван Гаутен, І. ван Гаутен-Ґроневельд, Т. Герельс |
| (22209) 1056 T-1                        | 1056 T-1             | 25 березня 1971   | Паломарська обсерваторія       | К. Й. ван Гаутен, І. ван Гаутен-Ґроневельд, Т. Герельс |
| (22210) 2206 T-1                        | 2206 T-1             | 25 березня 1971   | Паломарська обсерваторія       | К. Й. ван Гаутен, І. ван Гаутен-Ґроневельд, Т. Герельс |
| (22211) 3106 T-1                        | 3106 T-1             | 26 березня 1971   | Паломарська обсерваторія       | К. Й. ван Гаутен, І. ван Гаутен-Ґроневельд, Т. Герельс |
| (22212) 3195 T-1                        | 3195 T-1             | 26 березня 1971   | Паломарська обсерваторія       | К. Й. ван Гаутен, І. ван Гаутен-Ґроневельд, Т. Герельс |
| (22213) 4322 T-1                        | 4322 T-1             | 26 березня 1971   | Паломарська обсерваторія       | К. Й. ван Гаутен, І. ван Гаутен-Ґроневельд, Т. Герельс |
| (22214) 4326 T-1                        | 4326 T-1             | 26 березня 1971   | Паломарська обсерваторія       | К. Й. ван Гаутен, І. ван Гаутен-Ґроневельд, Т. Герельс |
| (22215) 1108 T-2                        | 1108 T-2             | 29 вересня 1973   | Паломарська обсерваторія       | К. Й. ван Гаутен, І. ван Гаутен-Ґроневельд, Т. Герельс |
| (22216) 1242 T-2                        | 1242 T-2             | 29 вересня 1973   | Паломарська обсерваторія       | К. Й. ван Гаутен, І. ван Гаутен-Ґроневельд, Т. Герельс |
| (22217) 1260 T-2                        | 1260 T-2             | 29 вересня 1973   | Паломарська обсерваторія       | К. Й. ван Гаутен, І. ван Гаутен-Ґроневельд, Т. Герельс |
| (22218) 2064 T-2                        | 2064 T-2             | 29 вересня 1973   | Паломарська обсерваторія       | К. Й. ван Гаутен, І. ван Гаутен-Ґроневельд, Т. Герельс |
| (22219) 2066 T-2                        | 2066 T-2             | 29 вересня 1973   | Паломарська обсерваторія       | К. Й. ван Гаутен, І. ван Гаутен-Ґроневельд, Т. Герельс |
| (22220) 2097 T-2                        | 2097 T-2             | 29 вересня 1973   | Паломарська обсерваторія       | К. Й. ван Гаутен, І. ван Гаутен-Ґроневельд, Т. Герельс |
| (22221) 2243 T-2                        | 2243 T-2             | 29 вересня 1973   | Паломарська обсерваторія       | К. Й. ван Гаутен, І. ван Гаутен-Ґроневельд, Т. Герельс |
| 22222 Hodios                            | 3156 T-2             | 30 вересня 1973   | Паломарська обсерваторія       | К. Й. ван Гаутен, І. ван Гаутен-Ґроневельд, Т. Герельс |
| (22223) 3232 T-2                        | 3232 T-2             | 30 вересня 1973   | Паломарська обсерваторія       | К. Й. ван Гаутен, І. ван Гаутен-Ґроневельд, Т. Герельс |
| (22224) 3270 T-2                        | 3270 T-2             | 30 вересня 1973   | Паломарська обсерваторія       | К. Й. ван Гаутен, І. ван Гаутен-Ґроневельд, Т. Герельс |
| (22225) 4091 T-2                        | 4091 T-2             | 29 вересня 1973   | Паломарська обсерваторія       | К. Й. ван Гаутен, І. ван Гаутен-Ґроневельд, Т. Герельс |
| (22226) 4328 T-2                        | 4328 T-2             | 29 вересня 1973   | Паломарська обсерваторія       | К. Й. ван Гаутен, І. ван Гаутен-Ґроневельд, Т. Герельс |
| 22227 Polyxenos                         | 5030 T-2             | 25 вересня 1973   | Паломарська обсерваторія       | К. Й. ван Гаутен, І. ван Гаутен-Ґроневельд, Т. Герельс |
| (22228) 5081 T-2                        | 5081 T-2             | 25 вересня 1973   | Паломарська обсерваторія       | К. Й. ван Гаутен, І. ван Гаутен-Ґроневельд, Т. Герельс |
| (22229) 5415 T-2                        | 5415 T-2             | 25 вересня 1973   | Паломарська обсерваторія       | К. Й. ван Гаутен, І. ван Гаутен-Ґроневельд, Т. Герельс |
| (22230) 1022 T-3                        | 1022 T-3             | 17 жовтня 1977    | Паломарська обсерваторія       | К. Й. ван Гаутен, І. ван Гаутен-Ґроневельд, Т. Герельс |
| (22231) 2239 T-3                        | 2239 T-3             | 16 жовтня 1977    | Паломарська обсерваторія       | К. Й. ван Гаутен, І. ван Гаутен-Ґроневельд, Т. Герельс |
| (22232) 2311 T-3                        | 2311 T-3             | 16 жовтня 1977    | Паломарська обсерваторія       | К. Й. ван Гаутен, І. ван Гаутен-Ґроневельд, Т. Герельс |
| (22233) 3093 T-3                        | 3093 T-3             | 16 жовтня 1977    | Паломарська обсерваторія       | К. Й. ван Гаутен, І. ван Гаутен-Ґроневельд, Т. Герельс |
| (22234) 3166 T-3                        | 3166 T-3             | 16 жовтня 1977    | Паломарська обсерваторія       | К. Й. ван Гаутен, І. ван Гаутен-Ґроневельд, Т. Герельс |
| (22235) 3502 T-3                        | 3502 T-3             | 16 жовтня 1977    | Паломарська обсерваторія       | К. Й. ван Гаутен, І. ван Гаутен-Ґроневельд, Т. Герельс |
| (22236) 3535 T-3                        | 3535 T-3             | 16 жовтня 1977    | Паломарська обсерваторія       | К. Й. ван Гаутен, І. ван Гаутен-Ґроневельд, Т. Герельс |
| (22237) 3833 T-3                        | 3833 T-3             | 16 жовтня 1977    | Паломарська обсерваторія       | К. Й. ван Гаутен, І. ван Гаутен-Ґроневельд, Т. Герельс |
| (22238) 3854 T-3                        | 3854 T-3             | 16 жовтня 1977    | Паломарська обсерваторія       | К. Й. ван Гаутен, І. ван Гаутен-Ґроневельд, Т. Герельс |
| (22239) 4030 T-3                        | 4030 T-3             | 16 жовтня 1977    | Паломарська обсерваторія       | К. Й. ван Гаутен, І. ван Гаутен-Ґроневельд, Т. Герельс |
| (22240) 4039 T-3                        | 4039 T-3             | 16 жовтня 1977    | Паломарська обсерваторія       | К. Й. ван Гаутен, І. ван Гаутен-Ґроневельд, Т. Герельс |
| (22241) 4072 T-3                        | 4072 T-3             | 16 жовтня 1977    | Паломарська обсерваторія       | К. Й. ван Гаутен, І. ван Гаутен-Ґроневельд, Т. Герельс |
| (22242) 4080 T-3                        | 4080 T-3             | 16 жовтня 1977    | Паломарська обсерваторія       | К. Й. ван Гаутен, І. ван Гаутен-Ґроневельд, Т. Герельс |
| (22243) 4141 T-3                        | 4141 T-3             | 16 жовтня 1977    | Паломарська обсерваторія       | К. Й. ван Гаутен, І. ван Гаутен-Ґроневельд, Т. Герельс |
| (22244) 4235 T-3                        | 4235 T-3             | 16 жовтня 1977    | Паломарська обсерваторія       | К. Й. ван Гаутен, І. ван Гаутен-Ґроневельд, Т. Герельс |
| (22245) 4309 T-3                        | 4309 T-3             | 16 жовтня 1977    | Паломарська обсерваторія       | К. Й. ван Гаутен, І. ван Гаутен-Ґроневельд, Т. Герельс |
| (22246) 4380 T-3                        | 4380 T-3             | 16 жовтня 1977    | Паломарська обсерваторія       | К. Й. ван Гаутен, І. ван Гаутен-Ґроневельд, Т. Герельс |
| (22247) 4611 T-3                        | 4611 T-3             | 16 жовтня 1977    | Паломарська обсерваторія       | К. Й. ван Гаутен, І. ван Гаутен-Ґроневельд, Т. Герельс |
| (22248) 5029 T-3                        | 5029 T-3             | 16 жовтня 1977    | Паломарська обсерваторія       | К. Й. ван Гаутен, І. ван Гаутен-Ґроневельд, Т. Герельс |
| 22249 Палац Піонерів (Dvorets Pionerov) | 1972 RF2             | 11 вересня 1972   | КрАО                           | Черних Микола Степанович                               |
| 22250 Констфролов (Konstfrolov)         | 1978 RD2             | 7 вересня 1978    | КрАО                           | Смирнова Тамара Михайлівна                             |
| (22251) 1978 RT6                        | 1978 RT6             | 2 вересня 1978    | Обсерваторія Ла-Сілья          | Клаес-Інґвар Лаґерквіст                                |
| (22252) 1978 SG                         | 1978 SG              | 27 вересня 1978   | Обсерваторія Ла-Сілья          | Річард Вест                                            |
| 22253 Sivers                            | 1978 SU7             | 26 вересня 1978   | КрАО                           | Журавльова Людмила Василівна                           |
| 22254 Владбармін (Vladbarmin)           | 1978 TV2             | 3 жовтня 1978     | КрАО                           | Черних Микола Степанович                               |
| (22255) 1978 VX4                        | 1978 VX4             | 7 листопада 1978  | Паломарська обсерваторія       | Е. Гелін, Ш. Дж. Бас                                   |
| (22256) 1978 VP9                        | 1978 VP9             | 7 листопада 1978  | Паломарська обсерваторія       | Е. Гелін, Ш. Дж. Бас                                   |
| (22257) 1978 VJ10                       | 1978 VJ10            | 7 листопада 1978  | Паломарська обсерваторія       | Е. Гелін, Ш. Дж. Бас                                   |
| (22258) 1979 MB3                        | 1979 MB3             | 25 червня 1979    | Обсерваторія Сайдинг-Спрінг    | Е. Гелін, Ш. Дж. Бас                                   |
| (22259) 1979 MD5                        | 1979 MD5             | 25 червня 1979    | Обсерваторія Сайдинг-Спрінг    | Е. Гелін, Ш. Дж. Бас                                   |
| 22260 Ур (Ur)                           | 1979 UR              | 19 жовтня 1979    | Обсерваторія Клеть             | Антонін Мркос                                          |
| (22261) 1980 AB                         | 1980 AB              | 13 січня 1980     | Обсерваторія Клеть             | Зденька Ваврова                                        |
| (22262) 1980 PZ2                        | 1980 PZ2             | 4 серпня 1980     | Обсерваторія Сайдинг-Спрінг    | Королівська обсерваторія Едінбурга                     |
| 22263 Піньєдолі (Pignedoli)             | 1980 RC              | 3 вересня 1980    | Обсерваторія Сан-Вітторе       | Обсерваторія Сан-Вітторе                               |
| (22264) 1981 EX8                        | 1981 EX8             | 1 березня 1981    | Обсерваторія Сайдинг-Спрінг    | Ш. Дж. Бас                                             |
| (22265) 1981 EE11                       | 1981 EE11            | 1 березня 1981    | Обсерваторія Сайдинг-Спрінг    | Ш. Дж. Бас                                             |
| (22266) 1981 EQ11                       | 1981 EQ11            | 7 березня 1981    | Обсерваторія Сайдинг-Спрінг    | Ш. Дж. Бас                                             |
| (22267) 1981 ET23                       | 1981 ET23            | 3 березня 1981    | Обсерваторія Сайдинг-Спрінг    | Ш. Дж. Бас                                             |
| (22268) 1981 EJ26                       | 1981 EJ26            | 2 березня 1981    | Обсерваторія Сайдинг-Спрінг    | Ш. Дж. Бас                                             |
| (22269) 1981 EK27                       | 1981 EK27            | 2 березня 1981    | Обсерваторія Сайдинг-Спрінг    | Ш. Дж. Бас                                             |
| (22270) 1981 EQ30                       | 1981 EQ30            | 2 березня 1981    | Обсерваторія Сайдинг-Спрінг    | Ш. Дж. Бас                                             |
| (22271) 1981 EZ32                       | 1981 EZ32            | 1 березня 1981    | Обсерваторія Сайдинг-Спрінг    | Ш. Дж. Бас                                             |
| (22272) 1981 EY39                       | 1981 EY39            | 2 березня 1981    | Обсерваторія Сайдинг-Спрінг    | Ш. Дж. Бас                                             |
| (22273) 1981 QO3                        | 1981 QO3             | 26 серпня 1981    | Обсерваторія Ла-Сілья          | Анрі Дебеонь                                           |
| (22274) 1981 RN                         | 1981 RN              | 7 вересня 1981    | Обсерваторія Клеть             | Антонін Мркос                                          |
| (22275) 1982 BU                         | 1982 BU              | 18 січня 1982     | Станція Андерсон-Меса          | Едвард Бовелл                                          |
| 22276 Бєлкін (Belkin)                   | 1982 UH9             | 21 жовтня 1982    | КрАО                           | Журавльова Людмила Василівна                           |
| (22277) 1982 VK4                        | 1982 VK4             | 14 листопада 1982 | Обсерваторія Кісо              | Хірокі Косаї, Кіїтіро Фурукава                         |
| 22278 Протіч (Protitch)                 | 1983 RT3             | 2 вересня 1983    | Обсерваторія Ла-Сілья          | Анрі Дебеонь                                           |
| (22279) 1984 DM                         | 1984 DM              | 23 лютого 1984    | Обсерваторія Ла-Сілья          | Анрі Дебеонь                                           |
| (22280) 1985 CD2                        | 1985 CD2             | 12 лютого 1985    | Обсерваторія Ла-Сілья          | Анрі Дебеонь                                           |
| (22281) 1985 PC                         | 1985 PC              | 14 серпня 1985    | Станція Андерсон-Меса          | Едвард Бовелл                                          |
| (22282) 1985 RA                         | 1985 RA              | 11 вересня 1985   | Обсерваторія Брорфельде        | Обсерваторія Копенгагена                               |
| (22283) 1986 PY                         | 1986 PY              | 6 серпня 1986     | Смолян                         | Ерік Вальтер Ельст, Віолета Іванова                    |
| (22284) 1986 SH                         | 1986 SH              | 30 вересня 1986   | Обсерваторія Клеть             | Антонін Мркос                                          |
| (22285) 1987 RR                         | 1987 RR              | 3 вересня 1987    | Обсерваторія Ла-Сілья          | Ерік Вальтер Ельст                                     |
| (22286) 1988 BO3                        | 1988 BO3             | 18 січня 1988     | Обсерваторія Ла-Сілья          | Анрі Дебеонь                                           |
| (22287) 1988 RL12                       | 1988 RL12            | 14 вересня 1988   | Обсерваторія Серро Тололо      | Ш. Дж. Бас                                             |
| (22288) 1988 TR2                        | 1988 TR2             | 11 жовтня 1988    | Обсерваторія Клеть             | Антонін Мркос                                          |
| (22289) 1988 XV1                        | 1988 XV1             | 11 грудня 1988    | Обсерваторія Кушіро            | Сейджі Уеда, Хіроші Канеда                             |
| (22290) 1989 AO                         | 1989 AO              | 2 січня 1989      | Паломарська обсерваторія       | Е. Гелін                                               |
| 22291 Гейтіфер (Heitifer)               | 1989 CH5             | 2 лютого 1989     | Обсерваторія Карла Шварцшильда | Ф. Бернґен                                             |
| (22292) 1989 SM1                        | 1989 SM1             | 26 вересня 1989   | Обсерваторія Ла-Сілья          | Ерік Вальтер Ельст                                     |
| (22293) 1989 SK4                        | 1989 SK4             | 26 вересня 1989   | Обсерваторія Ла-Сілья          | Ерік Вальтер Ельст                                     |
| 22294 Сіммонс (Simmons)                 | 1989 SC8             | 28 вересня 1989   | Паломарська обсерваторія       | Керолін Шумейкер, Юджин Шумейкер                       |
| (22295) 1989 SZ9                        | 1989 SZ9             | 26 вересня 1989   | Обсерваторія Ла-Сілья          | Анрі Дебеонь                                           |
| (22296) 1989 TW4                        | 1989 TW4             | 7 жовтня 1989     | Обсерваторія Ла-Сілья          | Ерік Вальтер Ельст                                     |
| (22297) 1989 WA1                        | 1989 WA1             | 21 листопада 1989 | Обсерваторія Кані              | Йосікане Мідзуно, Тошімата Фурута                      |
| (22298) 1990 EJ                         | 1990 EJ              | 2 березня 1990    | Обсерваторія Кушіро            | Сейджі Уеда, Хіроші Канеда                             |
| (22299) 1990 GS                         | 1990 GS              | 15 квітня 1990    | Обсерваторія Ла-Сілья          | Ерік Вальтер Ельст                                     |
| (22300) 1990 OY                         | 1990 OY              | 19 липня 1990     | Паломарська обсерваторія       | Е. Гелін                                               |

| ← Астероїди 20001—30000 → |             |             |             |             |             |             |             |             |             |
| 20001—20100               | 21001—21100 | 22001—22100 | 23001—23100 | 24001—24100 | 25001—25100 | 26001—26100 | 27001—27100 | 28001—28100 | 29001—29100 |
| 20101—20200               | 21101—21200 | 22101—22200 | 23101—23200 | 24101—24200 | 25101—25200 | 26101—26200 | 27101—27200 | 28101—28200 | 29101—29200 |
| 20201—20300               | 21201—21300 | 22201—22300 | 23201—23300 | 24201—24300 | 25201—25300 | 26201—26300 | 27201—27300 | 28201—28300 | 29201—29300 |
| 20301—20400               | 21301—21400 | 22301—22400 | 23301—23400 | 24301—24400 | 25301—25400 | 26301—26400 | 27301—27400 | 28301—28400 | 29301—29400 |
| 20401—20500               | 21401—21500 | 22401—22500 | 23401—23500 | 24401—24500 | 25401—25500 | 26401—26500 | 27401—27500 | 28401—28500 | 29401—29500 |
| 20501—20600               | 21501—21600 | 22501—22600 | 23501—23600 | 24501—24600 | 25501—25600 | 26501—26600 | 27501—27600 | 28501—28600 | 29501—29600 |
| 20601—20700               | 21601—21700 | 22601—22700 | 23601—23700 | 24601—24700 | 25601—25700 | 26601—26700 | 27601—27700 | 28601—28700 | 29601—29700 |
| 20701—20800               | 21701—21800 | 22701—22800 | 23701—23800 | 24701—24800 | 25701—25800 | 26701—26800 | 27701—27800 | 28701—28800 | 29701—29800 |
| 20801—20900               | 21801—21900 | 22801—22900 | 23801—23900 | 24801—24900 | 25801—25900 | 26801—26900 | 27801—27900 | 28801—28900 | 29801—29900 |
| 20901—21000               | 21901—22000 | 22901—23000 | 23901—24000 | 24901—25000 | 25901—26000 | 26901—27000 | 27901—28000 | 28901—29000 | 29901—30000 |